# Sônia de Paula
Sônia Maria de Paula (Morro Agudo, 26 de março de 1953) é uma atriz brasileira.

## Carreira

### Na televisão
| Ano  | Título                       | Personagem                  |
| ---- | ---------------------------- | --------------------------- |
| 2016 | Procurando Casseta & Planeta | Dayse                       |
| 2009 | Caras & Bocas                | Edineide                    |
| 2008 | Beleza Pura                  | Castorina                   |
| 2007 | Sítio do Picapau Amarelo     | Dona Miúda                  |
| 2004 | Xuxa Especial de Natal       | Bruxa do Mal                |
| 2004 | Chocolate com Pimenta        | Dinorá                      |
| 2001 | Os Normais                   | (Episódio: Mentir é Normal) |
| 1997 | A Indomada                   | Lourdes Maria (O Cadeirudo) |
| 1995 | Explode Coração              | Hebinha                     |
| 1993 | Mulheres de Areia            | Lourdes                     |
| 1990 | Lua Cheia de Amor            | Altina                      |
| 1984 | Meus Filhos, Minha Vida      | Olga Montenegro             |
| 1983 | Anjo Maldito                 | Ciça                        |
| 1980 | Chega Mais                   | Jacira                      |
| 1979 | O Sítio do Picapau Amarelo   | Ignácia                     |
| 1978 | A Sucessora                  | Isabel                      |
| 1977 | Sem Lenço, Sem Documento     | Zita                        |
| 1976 | Estúpido Cupido              | Ciça                        |
| 1972 | A Patota                     |                             |

### No cinema
| Ano  | Título                                 | Personagem |
| ---- | -------------------------------------- | ---------- |
| 1973 | Café na Cama                           |            |
| 1974 | Oh Que Delícia de Patrão               | Secretária |
| 1976 | O Varão de Ipanema                     | Veruska    |
| 1977 | Deu a Louca nas Mulheres               | Lucy       |
| 1978 | A Noiva da Cidade                      |            |
| 1978 | Embalos Alucinantes: A Troca de Casais | Isabel     |
| 1979 | O Preço do Prazer                      |            |
| 1979 | Sábado Alucinante                      |            |
| 1981 | O Incrível Monstro Trapalhão           |            |
| 1982 | Índia, a Filha do Sol                  |            |
| 1995 | As Meninas                             | Irmã Bula  |